# Каяма Йосімі
Каяма Йосімі (яп. 香山芳美; нар. 17 жовтня 1995, префектура Канаґава) — японська борчиня вільного стилю, срібна призерка чемпіонату Азії.

## Життєпис
Боротьбою почала займатися з 2002 року. У 2012 році стала чемпіонкою світу серед кадетів, а у 2015 здобула срібну медаль на чемпіонаті світу серед юніорів.
Виступає за борцівський клуб Університету Васеда. Тренер — Ота Такуя.

## Спортивні результати на міжнародних змаганнях

### Виступи на Чемпіонатах Азії
| Змагання                       | Збірна | Вагова категорія          | Місце  |
| ------------------------------ | ------ | ------------------------- | ------ |
| Чемпіонат Азії з боротьби 2015 | Японія | жіноча боротьба, до 60 кг | Срібло |

### Виступи на інших змаганнях
| Змагання                                 | Збірна | Вагова категорія          | Місце  |
| ---------------------------------------- | ------ | ------------------------- | ------ |
| Klippan Lady Open 2013                   | Японія | жіноча боротьба, до 59 кг | Срібло |
| Klippan Lady Open 2014                   | Японія | жіноча боротьба, до 60 кг | 5      |
| Міжнародний меморіал Білла Фаррелла 2014 | Японія | жіноча боротьба, до 60 кг | Золото |
| Золотий Гран-прі з боротьби 2015         | Японія | жіноча боротьба, до 58 кг | 8      |
| Гран-прі «Іван Яригін» 2016              | Японія | жіноча боротьба, до 60 кг | 5      |
| Beat the Streets 2017                    | Японія | жіноча боротьба, до 57 кг | Срібло |

### Виступи на змаганнях молодших вікових груп
| Змагання                                      | Збірна | Вагова категорія          | Місце  |
| --------------------------------------------- | ------ | ------------------------- | ------ |
| Чемпіонат світу з боротьби серед кадетів 2012 | Японія | жіноча боротьба, до 60 кг | Золото |
| Чемпіонат світу з боротьби серед юніорів 2015 | Японія | жіноча боротьба, до 59 кг | Срібло |